# Białoruskie Stowarzyszenie Dziennikarzy
Białoruskie Stowarzyszenie Dziennikarzy (biał. Беларуская асацыяцыя журналістаў, Bielaruskaja Asocjacja Żurnalistav), BAŻ – białoruska organizacja pozarządowa, mająca siedzibę w Mińsku, stawiająca sobie za cel zapewnienie wolności słowa oraz prawa do otrzymywania i rozpowszechniania informacji, a także promowanie profesjonalnych dziennikarskich standardów. Jego założycielką jest Żanna Litwina.
Zostało założone w 1995 roku, należy do Międzynarodowej Federacji Dziennikarzy, Europejskiej Federacji Dziennikarzy oraz współpracuje z Reporterami bez Granic. Jest główną białoruską organizacją zrzeszającą dziennikarzy. Priorytetem dla niego jest walka z dalszymi restrykcjami wprowadzonymi przez ustawę medialną z 2015 roku. Walczy też o uchylenie przepisów zakazujących dziennikarzom bycia wolnymi strzelcami.
W 2003 organizacja otrzymała nagrodę  Złotego Pióra Wolności przyznawaną przez Światowe Stowarzyszenie Gazet i Wydawców (WAN-IFRA), w 2004 roku została odznaczona przez Parlament Europejski Nagrodą im. Sacharowa za wolność myśli, a w 2011 otrzymała Nagrodę Wolności Rady Atlantyckiej.
W 2015 Żanna Litwina ustąpiła ze stanowiska przewodniczącej, choć pozostała w radzie stowarzyszenia. Na jej miejsce wybrany został Andriej Bastuniec, wcześniejszy wiceprzewodniczący.
W listopadzie 2020 roku stowarzyszenie otrzymało pierwszą nagrodę Media Freedom Award z Kanady i Wielkiej Brytanii. W sierpniu 2021 BAŻ otrzymała Nagrodę im. Gerda Buceriusa dla Wolnej Prasy na Europę Wschodnią znana jako Free Media Award.
Białoruskie Stowarzyszenie Dziennikarzy od 2000 roku wydaje pismo „aBAŻur”. Wspólnie z partnerami z Danii i rosyjskiego Centrum Dziennikarstwa Ekstremalnego prowadzi projekt MEDIAEKSPERT, w ramach którego wychodzi pismo „BAŻania”.
Stowarzyszenie w czerwcu 2022 zostało uhonorowane Nagrodą UNESCO im. Guillermo Cano za walkę o wolność i niezależność prasy przez organizację Reporterzy bez Granic i Organizację Narodów Zjednoczonych dla Wychowania, Nauki i Kultury.
27 sierpnia 2021 roku Stowarzyszenie zostało formalnie zamknięte przez Sąd Najwyższy Białorusi. Nadal jednak funkcjonował poza granicami Białorusi.
28 lutego 2023 r. KGB uznało Stowarzyszenie za grupę ekstremistyczną; w rezultacie udział w nim może grozić karą pozbawienia wolności.